# Klosterkirche (Münsterschwarzach, barocker Vorgängerbau)

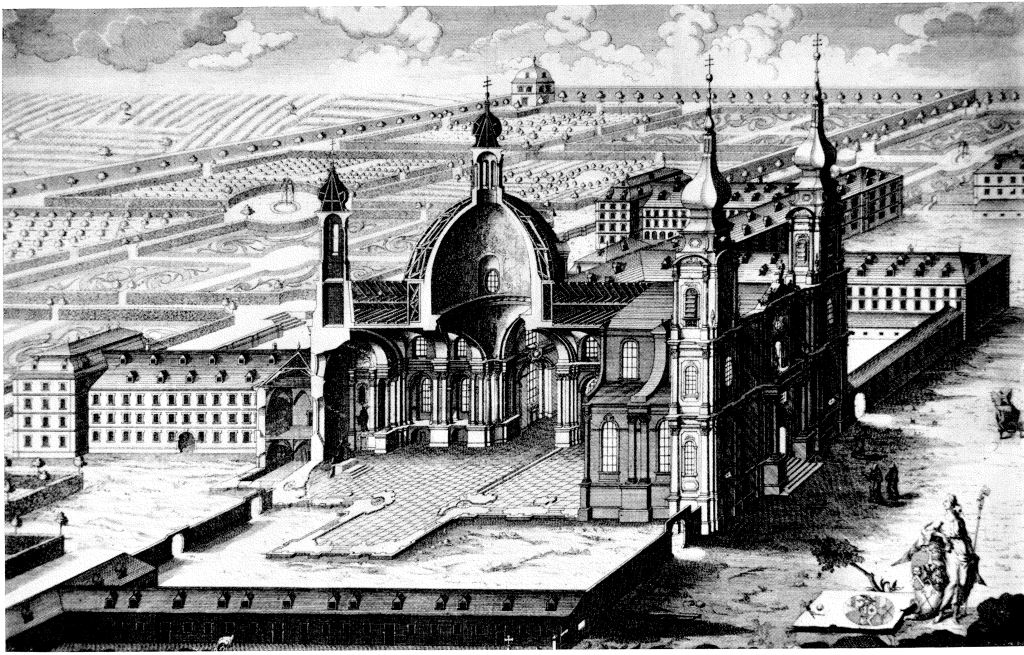
Die Kirche auf einem Kupferstich aus dem Jahr 1743

Die barocke Klosterkirche Münsterschwarzach (auch Balthasar-Neumann-Kirche) in Münsterschwarzach war der Vorgängerbau der heute bestehenden, sogenannten Albert-Boßlet-Kirche des Benediktinerklosters. Sie wurde ab 1727 nach Plänen des Würzburger Hofbaumeisters Balthasar Neumann errichtet, aber bereits im 19. Jahrhundert wieder vollständig abgerissen.

## Baugeschichte

### Vorgängerbauten (bis 1696)

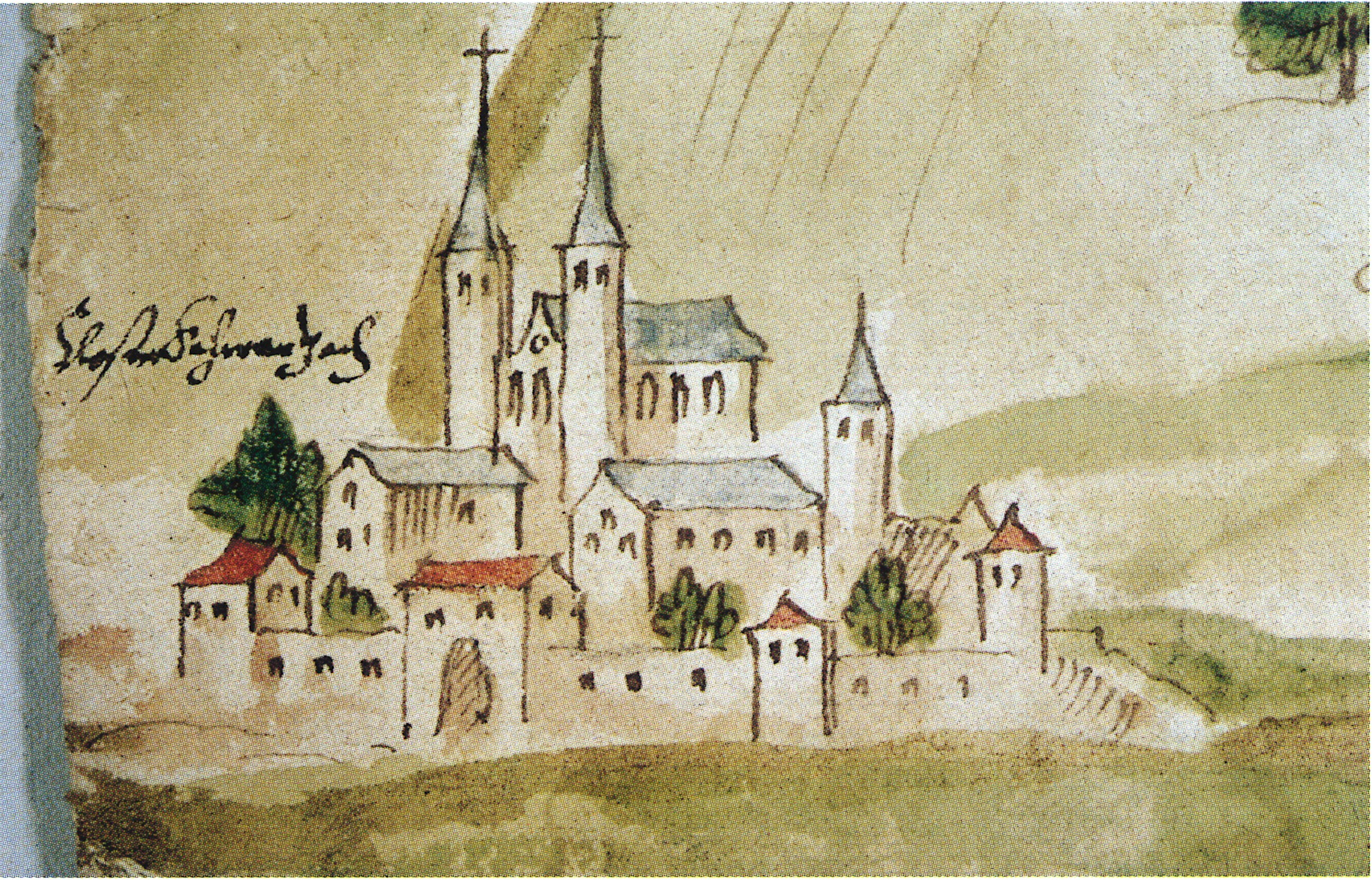
Die romanische Kirche auf einem Gemarkungsplan des Jahres 1616

Bereits im späten 8. Jahrhundert existierte ein Frauenkloster auf dem Gebiet des heutigen Münsterschwarzach. Im Jahr 783 errichteten die Nonnen des Klosters eine erste, karolingische Klosterkirche, die den Heiligen Dionysius, Martin von Tours und dem Ordensgründer Benedikt unterstellt wurde. Wenige Jahrzehnte nach der Weihe verließen allerdings die Nonnen das Gelände und siedelten sich im Neumünster in Zürich an.
Mit dem Jahr 877 erreichten Mönche aus dem nahen Steigerwald den Main und besiedelten die leerstehenden Gebäude neu. Um 880 begannen sie mit dem Bau eines neuen Gotteshauses, da sich die liturgischen Anforderungen inzwischen gewandelt hatten. War zuvor ein freistehender Campanile neben der Kirche als Glockenturm genutzt worden, ersetzte man ihn nun durch einen Vierungsturm. Erst im 11. Jahrhundert zwangen die neuen Herren über die Abtei, die Bischöfe von Würzburg, die Mönche zur Errichtung einer neuen Kirche im Stile der Romanik.
Die neue Kirche wurde im Jahr 1023 geweiht. Unter dem Abt Egbert, der später seliggesprochen werden sollte, nahm man bis ins Jahr 1066 umfassende Veränderungen vor. Entstanden war eine dreischiffige Säulenbasilika mit einer großen Mönchskrypta unterhalb des Chores. Im Jahr 1152 erfolgten weitere Neuerungen: Ein Prunksarkophag für die Klostergründer Megingaud und seine Frau Imma stand nun im Mittelpunkt des Kirchenschiffs. Er diente als Gedenkstätte.
Nach Zerstörungen mussten im 14. Jahrhundert Teile des Gotteshauses wiedererrichtet werden. Zuvor, im Jahr 1230, waren zwei Glockentürme an das bestehende Gebäude angebaut worden. Die Kirche präsentierte sich nun im Stile der Gotik. Zu Beginn des 17. Jahrhunderts wurde dann die Barockisierung der Klosterkirche geplant, der Dreißigjährige Krieg vereitelte jedoch alle Neuanschaffungen. Erst unter Abt Augustin Voit begann die Erneuerung der Innenausstattung. Zu diesem Zeitpunkt war eine komplette Neuerrichtung der Klosterkirche noch nicht geplant.
Die prunkvolle neue Innenausstattung, die sich vor allem in den reich verzierten Altären zeigte, wurde ab dem Jahr 1696 forciert. Gleichzeitig begann man mit der Erneuerung der anderen Klostergebäude. Bis zum Jahr 1703 entstanden in unmittelbarer Nähe zur Kirche der Gast- und der Hauptflügel durch den Baumeister Valentino Pezzani neu. Es ist davon auszugehen, dass zu diesem Zeitpunkt kein umfassender Gesamtplan vorlag, sodass eine vollständige Neuerbauung der Klosterkirche nicht vorgesehen war. → siehe auch: Geschichte des Klosters Münsterschwarzach#Barocker Klosterumbau

### Die Bauplanungen (bis 1727)

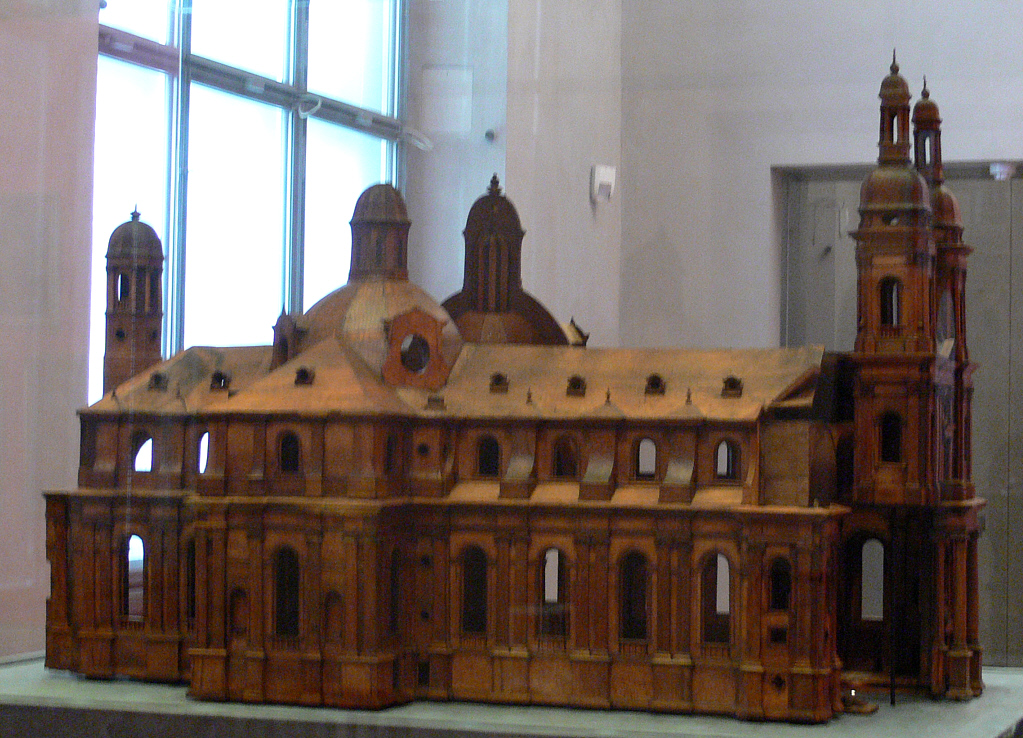
Das sogenannte „Münchner Modell“ des Jahres 1727

Unter Voits Nachfolger Abt Bernhard Reyder ruhten dann die Bauarbeiten. Grund hierfür war der Spanische Erbfolgekrieg, der sich indirekt auf die Finanzen des Klosters niederschlug. Außerdem verlangte der veränderte Zeitgeschmack nun einen umfassenden Gesamtplan für eine einheitliche Klosteranlage. Um 1712 trat man deshalb in Gespräche mit einem „architectus bambergenti“, einem Bamberger Architekten, bei dem es sich wohl um Johann Dientzenhofer handelte.
Diese ersten Sondierungen verliefen allerdings ergebnislos, sodass sich Abt Januarius Schwab im Jahr 1718 an die Residenzstadt Würzburg wandte. Hofarchitekt Joseph Greissing entwarf daraufhin einen ersten Grundplan, der auch die Neuerrichtung einer Klosterkirche beinhaltete. Im Jahr 1718 wurden deshalb der bestehende Winterchor sowie der Chor und der Chorturm abgerissen und der Konvent sozusagen vor vollendete Tatsachen gestellt.
Im Jahr 1721 starb Joseph Greissing. Nach Verhandlungen mit seiner Witwe konnten die Arbeiten fortgeführt werden. Bis ins Jahr 1722 wurde der Winterchor wiederaufgebaut. Neuer Bauleiter war Greissings ehemaliger erster Polier Johann Leonhard Stahl. Er arbeitete am Südflügel weiter und erstellte bis zum Jahr 1726 den Konventsbau neu. Gleichzeitig setzten sich die Klosteroberen mit dem Wiesentheider Johann Georg Seitz in Verbindung, es kam jedoch nicht zu einer Zusammenarbeit.
Nun forcierte man die Zusammenarbeit mit Greissings Schüler Balthasar Neumann. Er war bereits am 19. Juli 1722 erstmals in Münsterschwarzach gewesen, wohl um die Möglichkeiten eines Auftrages zu eruieren. Im Jahr 1727 taucht der junge Baumeister dann erstmals in den Rechnungen des Klosters auf. Im gleichen Jahr entstand auch das sogenannte „Münchner Modell“ der Abteikirche. Das 125,0 cm lange und 95,0 cm hohe Holzmodell, heute im Bayerischen Nationalmuseum, zeigt einen ersten Entwurf der neuen Kirche.

### Die Bauphase (bis 1743)
Im gleichen Jahr begannen die Arbeiten an der Kirche mit der Grundsteinlegung: Am 17. Juni 1727 legte man eine Messingurkunde dem Grundstein bei, der unterhalb des Horenturms in zehn Fuß Tiefe eingelassen wurde. In der Urkunde werden der ausführende Baumeister Balthasar Neumann sowie alle 27 Patres und 8 Fratres des Klosters Münsterschwarzach genannt. Die Bauarbeiten werden unter den Schutz Gottes gestellt. Fürstbischof Christoph Franz von Hutten war persönlich anwesend.

Auf einem frühen Entwurf der Kirche fehlt die Vierungskuppel noch.

Bereits im Jahr 1727 wurde die Hälfte des Fundaments fertiggestellt. Ebenso errichtete man ein Stockwerk Mauer am Chor. Ein Jahr später, 1728, verschwanden auch die letzten Reste der alten Egbert-Basilika. Sie wurde von Ost nach West niedergerissen. Ob hierbei Sprengungen erfolgten, ist unklar, wird allerdings durch zwei Zahlungen für Pulver wahrscheinlich. Für die Arbeiten an der neuen Kirche wurden Balthasar Neumann zwei Steinhauermeister zur Seite gestellt.
Für den 2. Oktober 1728 ist die Fertigstellung des Chores bis zum Traufgesims überliefert. Neumann versicherte in einem Brief, dass dieser Bauteil noch vor Jahresfrist vollendet werden würde. Die Fertigstellung zog sich dann allerdings noch bis ins Jahr 1730 hin. Grund hierfür war, dass Neumann vom neuen Fürstbischof von Würzburg, Friedrich Karl von Schönborn, wieder stärker für Bauten im Hochstift herangezogen wurde. Die Mönche von Münsterschwarzach wichen für die Gottesdienste während der Bauarbeiten in eine kleine Kapelle aus.
Das Jahr 1730 begann mit der Wölbung des Chores. Daraufhin setzte eine erneute Planungsphase ein. Die Mönche wollten für ihre neue Kirche nur eine kleinere Kuppel über der Vierung anbringen, der Baumeister setzte jedoch, mit Unterstützung durch den neuen Fürstbischof aus dem Hause Schönborn, eine große Vierungskuppel durch. Zunächst jedoch wurde bis 1731 der Chorturm errichtet, der Sandstein hierzu wurde im Ortelsbruch im nahen Abtswind gebrochen.
1731, am 10. und 28. Oktober, erhielt die neue Kirche auch zwei Uhren, die in den Chorturm eingesetzt wurden. Außerdem wurden die Zwiebelhauben für die Fassadentürme gebaut. Als Schieferdecker hatte man Nikolaus Kopp aus Kitzingen verpflichten können, seinen Werkstoff ließen die Mönche aus dem bambergischen Kronach anliefern. Auch der Bau der Kuppel ging zügig voran: Bereits am 17. Mai 1733 konnte Kardinal Damian Hugo von Schönborn, der die Baustelle besichtigte, in das fast fertige Bauteil steigen.
Die umstrittene Kuppel wurde dann am 29. April 1734 vollendet. Dem Turmknauf wurde eine Urkunde beigelegt. Zuvor, noch 1733, hatte man am Langhaus zu bauen begonnen. Hierzu unterstützte der Maurermeister Johann Stahl aus Würzburg den Bauleiter Neumann. Mittlerweile hatte das Kloster für die Gerüstbauten einen eigenen Meister angestellt. Bis ins Jahr 1735 wuchs das Langhaus schnell, sodass man damit begann die Ausstattung der Kirche zu erwerben. Ebenso wurde die Fassade begonnen.
Während die Quellen über das Jahr 1736 weitgehend schweigen, sind aus dem Jahr 1737 mehr Informationen überliefert. Man beauftragte Glaser aus Stadtschwarzach die Fenster für das Gotteshaus zu blasen und sie im Rohbau anzubringen. Im Jahr 1739 wurde die Sakristei an der Südseite des Chores angebracht. Bereits am 1. Juni 1740 war der Rohbau fast vollendet, eine Urkunde wurde in einem Turmknauf hinterlegt. Am 12. November 1741 feierte der greise Abt Januarius Schwab seine fünfzigjährige Profess in der unvollendeten Kirche. Er sollte die Fertigstellung nicht mehr erleben, da er 1742 starb. Sein Nachfolger wurde Christophorus Balbus.

### Vollendung  (1743)

Die Abteikirche im Jahr 1825, die Turmhelme sind bereits entfernt

In der zweiten Jahreshälfte des Jahres 1743 wurde die Kirche vollendet. Als Tag der Weihe wurde der 8. September 1743 bestimmt, das Datum Mariä Geburt, an dem bereits die Egbertkirche geweiht worden war. Am Tag zuvor reiste Bischof Friedrich Karl von Schönborn-Buchheim von seinem Schloss in Gaibach kommend an.
Der Fürstbischof wurde mit Kanonenschüssen als Salut begrüßt. Mehrere Soldatenregimenter paradierten vor der Kirche. Gleichzeitig läuteten in allen Orten, in denen die Abtei die Grundherrschaft innehatte, die Kirchenglocken. Am Tag der Weihe, holte man den Bischof früh am Morgen aus dem Gästebau des Klosters ab. Beim eigentlichen Festakt waren neben dem Bischof auch die Weihbischöfe von Würzburg und Bamberg anwesend.
Viele Ehrengäste hatten ebenfalls in der neuen Kirche platzgenommen. Nach elf Uhr fand dann die Consecratio solemnis (lat. Weihemesse) statt. Anschließend hielt man Reden auf die lange Geschichte der Abtei und ihrer Bewohner. Am darauffolgenden Tag, dem 9. September 1743, brach Friedrich-Karl von Schönborn wieder nach Würzburg auf. In der folgenden Woche setzte man die Feierlichkeiten in Münsterschwarzach fort. An jedem Wochentag feierte ein anderer Prälat der umgebenden Klöster ein Pontifikalamt in der neuen Kirche.

### Niedergang (bis um 1841)

Die Abteikirche 1835, der linke Turm ist bereits ruinös

Die Ereignisse der folgenden sechzig Jahre sind in den Quellen nicht ausführlich belegt. Erst die Geschehen im Umfeld der Säkularisation in Bayern und der Niedergang der Kirche sind wieder erwähnt. Am 8. Dezember 1802 nagelte man das bayerische Rautenwappen ans Kloster. Der Staat zeigte so seinen Anspruch auf die Abtei. Am 7. Mai 1803 fand im Zuge der Säkularisation in Bayern der letzte Gottesdienst in den Räumlichkeiten statt, woraufhin das Kloster geschlossen und profaniert wurde. Anschließend begann die Versteigerung der Innenausstattung.
Zunächst hatten die Mönche des Klosters noch die Hoffnung, dass das Gotteshaus zur Pfarrkirche für die umliegenden Gemeinden umgewandelt würde. Am 13. März 1805 wurde das Gebäude vom Papierfabrikanten Jakob von Hirsch erworben. Die reiche Ausstattung der ehemaligen Klosterkirche wurde verkauft oder zerstört. Die Paramente wurden am 21. Juni 1805 ins Kloster Dettelbach verlagert. Mit dem Übergang ans Großherzogtum Würzburg im Jahr 1806 wurde über die Zukunft der Kirche erneut beraten. Die Verwaltung war nun der Meinung, die Kirche zu erhalten. 1809 fand deshalb wieder ein Gottesdienst in dem Gotteshaus statt. Zuvor hatte der neue Besitzer die Altäre re-benedizieren lassen. Das endgültige Ende der Kirche wurde erst mit einem Blitzeinschlag in einen der Türme im Jahr 1810 besiegelt. Danach wurde die Klosterkirche als Steinbruch genutzt und dem Verfall preisgegeben. In den zwanziger und dreißiger Jahren verkaufte man Teile der Kirche auf Abriss. Im Jahr 1825 wurden die Turmhelme entfernt. Der fortschreitende Verfall wurde auch im eingestürzten Gewölbe deutlich.
1825 bis 1863 ließ Hirsch in der ehemaligen Klostermühle eine Papierfabrik errichten. 1837 war bereits der nördliche Turm vollständig verschwunden. Um das Jahr 1841 sind nur noch Steinhaufen nachgewiesen. Die Straßen zwischen Stadtschwarzach, Fahr und Düllstadt wurden in der Folgezeit mit diesen Steinen beschottert. Heute werden die erhaltenen Reste im Boden vom Bayerischen Landesamt für Denkmalpflege als Bodendenkmal unter der Nummer D-6-6127-0062 eingeordnet.

## Beschreibung

Die Westfassade mit den zwei Türmen

Die Kirche in Münsterschwarzach galt als eines der frühesten Beispiele einer am Außenbau nicht ablesbaren Innenraumgestaltung im Œeuvre des Baumeisters Balthasar Neumann. Außen präsentierte sich die Kirche als Kreuzkuppelbasilika, während im Inneren ein gerichteter Longitudinalbau mit einem anschließenden Zentralraum errichtet wurde. Die Kirche besaß eine überkuppelte Vierung, sie ist geostet und schließt mit einem geraden Chor ab. Die Klosterkirche wies eine Zweiturmfassade an der Westfassade auf.

### Westfassade
Die Westfassade der Kirche wies eine Dreigliederung auf: Die zwei Türme rahmten den eingebauten Mittelteil ein. Die Fassade war zweigeschossig und wurde von den zwei Turmfreigeschossen überragt. Die Turmgliederung erfolgte durch mehrere Pilaster und korinthische Vollsäulen. Weitere Gliederungselemente waren zwei Figurennischen und Rundbogenfenster. Johann Wolfgang von der Auwera schuf die Figuren von Felizitas und Bonifatius.
Beide Türme schließen nach oben hin mit eingeschnürten Zwiebelhauben ab. Lange Helmstangen leiten zu einer Turmkugel und einem Patriarchenkreuz über. Zwischen beiden Türmen waren zurückgesetzte Mauerstücke angebracht. Das Hauptportal enthielt eine Kartusche mit einer Inschrift, darüber war ein Segmentbogen mit dem Wappenschild des Abtes Januarius Schwab angebracht. Die Fassade schloss mit einer Balkonbrüstung ab, auf der Heiligendarstellungen von Adalbero von Würzburg und der heiligen Juliana standen.
Zurückversetzt, wiederum darüber, war ein weiterer Wappenschild befestigt. Dargestellt waren ein Schwert und ein Krummstab, der Aufsatz enthielt eine Fürstenkrone. Dies sollte die Bistümer Würzburg und Bamberg symbolisieren. Auf der Giebelspitze stand eine Figur des Christus Salvator. Liegend auf den Giebelseiten sah man zwei Frauengestalten. Sie stellten die Versinnbildlichung von „Spes“ (links) und „Fides“ (rechts) dar.

### Langhaus und Ostfassade
Die Kirche ist eine Querhausbasilika ohne Chorumgang. Sie war durchgehend zweigeschossig gearbeitet. Das Untergeschoss nahm zwei Drittel des Aufbaus ein, während das Obergeschoss ein Drittel beinhaltete. Ein umlaufender Sockel gliederte die Kirche außen, darüber waren axial Rundbogenfenster angebracht. Unter- und Obergeschoss waren durch Strebepfeiler voneinander abgegrenzt. Das Querhaus nahm ein Joch ein, es wies eine eigene Fassadengliederung und eine große Vierungskuppel auf.
Zentral an der Ostfassade war ein kleiner Turm auf quadratischen Grundriss angebracht. Das Untergeschoss des Turmes zog sich bis zum Dachfirst des Gotteshauses. Der Turm war durch ein kleines Rundfenster gegliedert. Wie die Fassadentürme schloss auch dieser Turm mit einer eingeschnürten Zwiebelhaube ab. Durch diese Gliederung floss der Typus der Chorturmkirche, seit der Romanik verbreitet, auch in diese barocke Kirche mit ein.

### Innenarchitektur
Im Inneren wies das Langhaus eine Gliederung die Abfolge von vier gleich großen Jochen auf. Sie wurden durch wandverbundene Pfeiler getrennt, sodass vier kapellenartige Räume entstanden. Die Pfeiler wiesen einen mehrfach profilierten Sockel auf. Die Basilika besaß Obergadenfenster, die zwischen den Gurtbögen des Tonnengewölbes angebracht waren. Je zwei Anräume im Langchor dienten als weitere Kapellenräume.
Das Querhaus wurde durch zwei Transeptarme im Norden und Süden gebildet, die je ein Joch einnahmen. Es bildete den Übergang zwischen dem westlichen Laienbereich und dem östlichen Mönchschor. Als Stützensystem wies das Querhaus vier Säulenpaare mit geringer Mauerbindung auf. Im Südosten war der Sakristeizugang zu finden. Der Hochchor schloss mit einer halbrunden Apsis ab. Zwei Vollsäulen trugen den chorbogenartigen Apsisdurchgang.

## Ausstattung
Die Ausstattung der Münsterschwarzacher Kirche wurde von den Zeitgenossen als sehr bedeutend erachtet. Leider haben sich heute durch die Zerstörungen zur Zeit der Säkularisation kaum Überreste der prachtvollen Stücke erhalten. Die wenigen Reste sind überall verstreut. Zwei Ausstattungsphasen sind für die Balthasar-Neumann-Kirche festzuhalten: Zunächst blieben bis zum Jahr 1736 alle Mobilien der alten Kirche im neuen Gebäude, bevor man sie bis 1754 Stück für Stück ersetzte.

### Hochaltar
Der alte Hochaltar der Egbert-Basilika kam mit dem Jahr 1746 nach Volkach und wurde hier in der Wallfahrtskirche Maria im Weingarten aufgestellt, bevor man ihn im 19. Jahrhundert einlegte. Bereits 1737 erhielt die Kirche in Münsterschwarzach einen provisorischen neuen Hochaltar. Abt Januarius Schwab forcierte daraufhin den Kauf eines adäquaten Altars und beauftragte, wohl 1739, Johann Evangelist Holzer mit dem Malen des Blattes. Das Altarretabel kam wahrscheinlich 1741/1742 in die Kirche.
Der neue Altar wurde im Chorraum aufgestellt. Aufgrund von Planungsskizzen ist sein Aussehen rekonstruierbar. Es handelte sich um einen sechssäuligen Aufbau auf einem halbmondförmigen Sockel. Eine dreistufige Mensa leitete zum Tabernakel über. Zwei Doppelsäulen flankierten das Altarblatt, während die fünfte und sechste Säule zwischen den Doppelsäulen und den Bildrändern angebracht wurden. Die Höhe des Altares ist in der Forschung umstritten.
Mittelpunkt des Altars ist das Bild des Johann Holzer. Es zeigt die Glorie der Klosterheiligen Felizitas. Der Vertrag über das Bild wurde am 14. November 1739 abgeschlossen, der frühe Tod Holzers im Jahr 1740 verhinderte jedoch die eigenhändige Fertigstellung. Daraufhin nahm sich Johann Georg Bergmüller des Bildes an und vollendete es bis ins Jahr 1742. Nach der Säkularisation verkaufte man das Blatt für 600 Gulden. Heute ist das Werk verschollen.
Erhalten haben sich lediglich zwei Ölskizzen. Die eine ist in Augsburg zu sehen, während die andere im Salzburger Barockmuseum ausgestellt wird. Bei Zweiterer handelt es sich wohl lediglich um eine Paraphrase eines unbekannten Künstlers, während die Augsburger Skizze einen eigenhändigen Entwurf Holzers darstellt. Rechts befindet sich die heilige Felizitas, zu ihren Füßen findet man ihre sieben Söhne auf einer Wolkenbank. Christus kommt der Heiligen mit ausgestreckten Armen entgegen, er wird von Engeln begleitet.

### Seitenaltarblätter

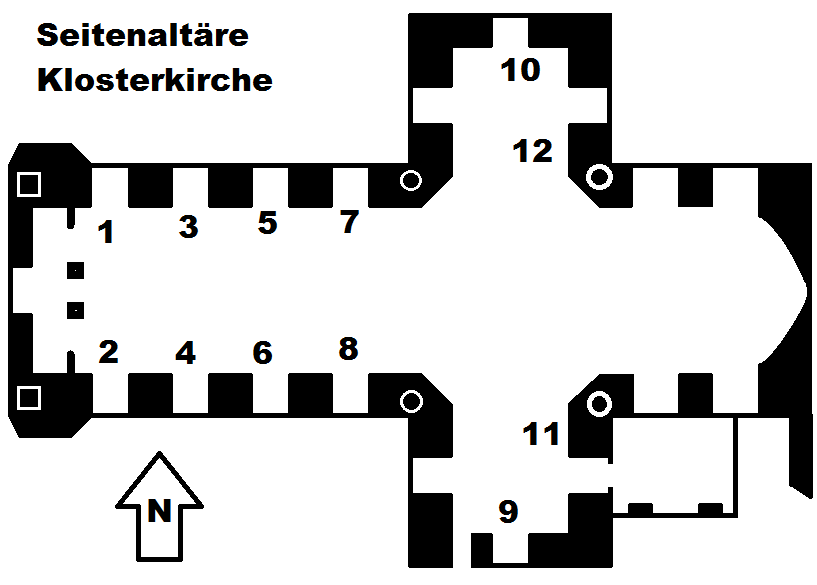
Schematische Darstellung der Position der Seitenaltarblätter

Die Seitenaltäre der Klosterkirche wurden zunächst nicht ersetzt, sodass zur Einweihung der Balthasar-Neumann-Kirche noch die alten Altäre der Egbertkirche vorhanden waren. Erst nach 1743 begann man mit der Neuanschaffung der Altäre und ihrer Blätter. Stück für Stück wurden die Retabel ersetzt, sodass bis 1749 alle Altäre erneuert worden waren. Im Jahr 1810 entfernte man die meisten Altäre und verkaufte ihre Blätter. Viele sind heute verschollen.
Insgesamt erhielt die Kirche 12 Seitenaltäre, deren Stuck von Johann Georg Üblhör und Johann Michael Feichtmayr aus Augsburg geschaffen wurde. Die Aufstellung der Altäre im Kircheninneren ist nicht exakt überliefert, die Literatur geht jedoch von folgender Anordnung aus: Acht Altäre standen in den Abseiten des Langhauses, während in den Fensternischen des Querhauses vier Altäre zu finden waren. Hiervon sind zwei vor den Kuppelpfeilern überliefert, zwei weitere wurden an den Stirnwänden angebracht.
In der unteren Aufzählung sind die Blätter versammelt, von denen heute noch Originale, Skizzen oder Paraphrasen vorliegen. Sie sind nach der Erwerbung durch das Kloster Münsterschwarzach geordnet und mit der Nummer auf der schematischen Darstellung bezeichnet. Eine Besonderheit stellt die Darstellung der „Anbetung der Könige“ dar, sie wurde 1745 gemalt und bereits 1753 ersetzt, sodass zwei Versionen des Werkes von unterschiedlichen Künstlern existieren. In einem letzten Punkt werden die verschollenen oder zerstörten Gemälde zusammengefasst.

#### Sebastianspflege

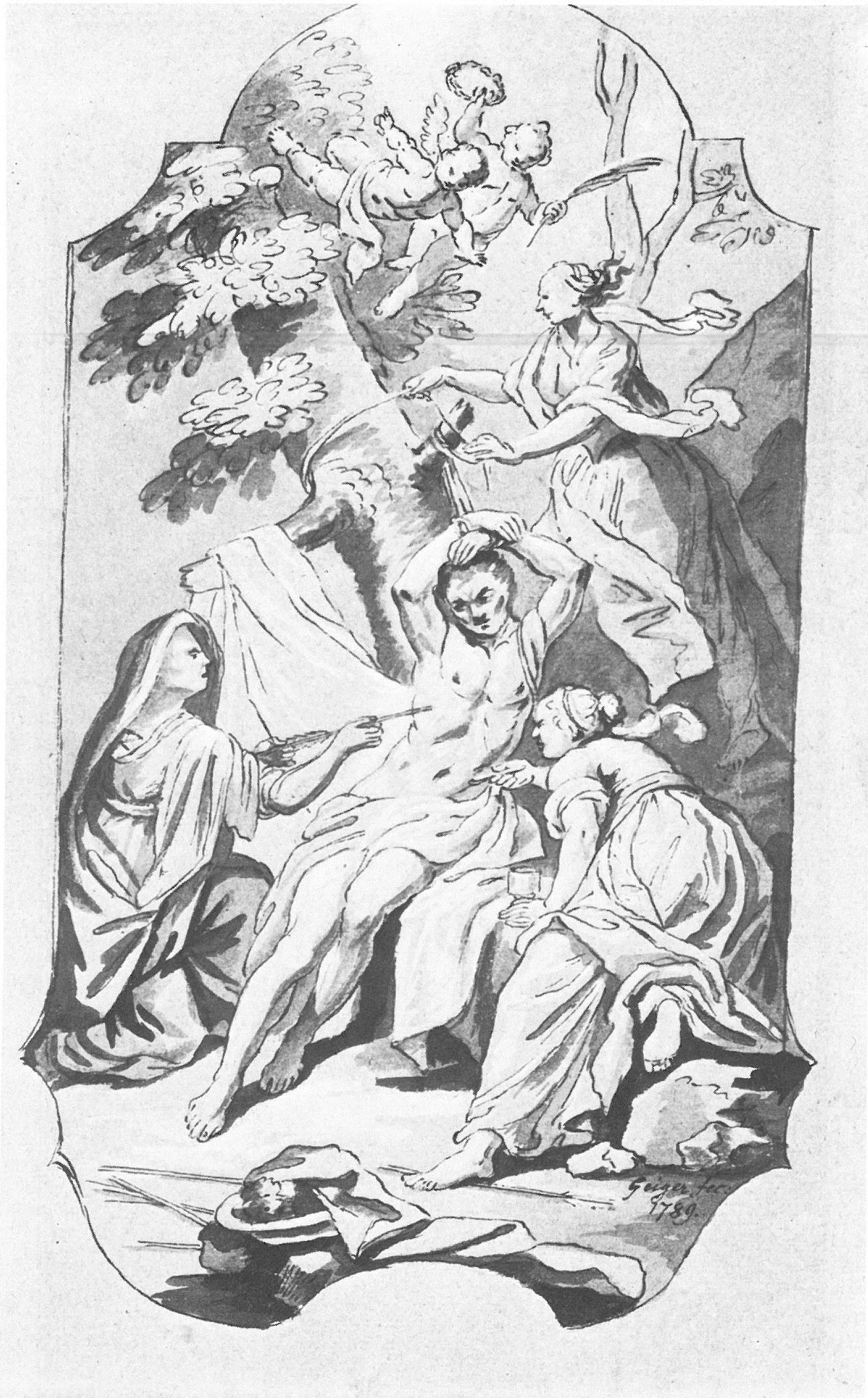
Die Paraphrase Conrad Geigers auf das Blatt der Sebastianspflege, 1789

Die Darstellung der Sebastianspflege (4) wurde im Jahr 1743 fertiggestellt. Sie kam noch im selben Jahr mit zwei weiteren, heute verschollenen Blättern für 440 Gulden ins Innere der Kirche und wurde in der dritten Kapelle rechts aufgestellt. Als Maler wurde der Münchner Hofmaler Balthasar Augustin Albrecht identifiziert. Die originale Arbeit ging während der Säkularisation verloren, lediglich eine Bleistiftzeichnung des Malers hat sich in der Graphischen Sammlung München erhalten. Zudem kopierte der Schweinfurter Conrad Geiger das Blatt, sodass es heute beschrieben werden kann.
Im Zentrum der Darstellung ist der verwundete Heilige Sebastian zu finden. Er hat ein schmerzverzerrtes Gesicht und wurde an einen Baum gebunden. Die Arme sind nach oben gebunden, das Gesäß lehnt an einem Felsbrocken. Links und rechts von ihm befindet sich die Witwe Irene und zwei ihrer Helferinnen, die den Verwundeten pflegen. Im Himmel erkennt man zwei Engel mit Palme und Märtyrerkrone. Sie bilden die Verbindung zum Fresko „Die Zweifache Marter des heiligen Sebastian“, da einer der Engel in Richtung Decke deutet.

#### Ecce-Homo
Das nächste, durch Quellen überlieferte Blatt, ist die Ecce-Homo-Darstellung (3). Sie entstand im Jahr 1744 und wurde ebenso von Balthasar Augustin Albrecht aus München geschaffen. Er erhielt und quittierte für seine Arbeit am 17. Juli 1744 insgesamt 307 Gulden. Eine Schätzung aus dem Jahr 1803 taxierte das Blatt allerdings lediglich auf 200 Gulden. Das Ecce-Homo-Bild war wohl gegenüber der Sebastianspflege in einer der Seitenkapellen der linken Seite aufgestellt.
Für das Bild ist eine Sage überliefert, die in Münsterschwarzach erzählt und 1779 erstmals aufgeschrieben wurde. Ein Soldat in typisch kroatischer Tracht und Physiognomie war auf dem Gemälde dargestellt. Während eines Krieges zogen auch kroatische Kämpfer durch Münsterschwarzach und waren empört, weil sie glaubten, sie seien als Verfolger Christi zu erkennen. Als sie versuchten das Bild zu zerstören, griff Abt Christophorus ein und beruhigte die Kroaten.
Das Blatt ist heute nicht mehr erhalten, lediglich eine Bleistiftvorzeichnung Albrechts hat sich, wiederum in der Graphischen Sammlung München, erhalten. Sie zeigt eine antike Säulenhalle, die den Palast des Pontius Pilatus darstellen soll. Einige Gaffer sind ebenso im Hintergrund dargestellt. Den Mittelpunkt des Bildes bildet der dornenbekrönte und gegeißelte Christus; er wird von zwei Schergen der Menge vorgeführt. Rechts ist Pilatus sitzend vor einer Brüstung zu erkennen.

#### Anbetung der Hirten
Zu Beginn des Jahres 1744 hatte Abt Christophorus Balbus bereits begonnen sich mit dem Venezianer Giambattista Piazzetta in Verbindung zu setzen, um ein weiteres Altarblatt, die „Anbetung der Hirten“ (7), von ihm zu bestellen. Hierzu bediente er sich zunächst den Vermittlungen des Komponisten Giovanni Platti aus Padua und schickte diesem einen Vorschuss von 100 Dukaten zu, die er Piazzetta übergeben sollte. Der Kontakt über den Italiener scheiterte jedoch und der Münsterschwarzacher Abt suchte neue Vermittlungspersonen.
In der Mitte des Jahres 1745 wandte sich Christophorus an Balthasar Augustin Albrecht, der selbst bereits einige Blätter für die Klosterkirche geschaffen hatte. Dieser schaltete wiederum den bayerischen Kabinetts-Sekretär Joseph Askanius von Triva ein, der enge Kontakte zu oberitalienischen Künstlern unterhielt. In einem Brief an das Kloster vom 11. Juli 1745 unterrichtete Albrecht, dass der bayerische Agent Herr von Drebano das Atelier Piazzettas zu erreichen suche.
Am 15. September 1746 benachrichtigte dann ein Abt Capello aus Italien den Prior des Klosters, Sebastian Cönen, darüber, dass er das Gemälde für den Altar im Atelier des Venezianers Piazzetta für Münsterschwarzach in Besitz genommen hatte und unverzüglich dem Kloster zukommen lasse. Noch im Jahr 1746 traf das Gemälde in Franken ein. Mit einem Preis von 500 Gulden ist es das mit Abstand teuerste Altarblatt der Klosterkirche. Es wurde in der ersten Kapelle der Nordseite aufgestellt.
Die Bekanntheit des Italieners sorgte dafür, dass viele Maler das Bild paraphrasierten und Elemente für eigene Gemälde übernahmen. Conrad Geiger und Eustachius Gabriel waren nur zwei dieser Maler. Im Jahr 1803 taxierte man auch dieses Bild, eine Schätzung setzte den zu erzielenden Preis auf 200 Gulden fest. Das Bild kam 1825 an den Würzburger Theologen Franz Oberthür, der es im Dom zu Würzburg aufhängen ließ. Hier verbrannte es im Jahr 1945 bei einem Luftangriff auf die Stadt.

#### Anbetung der Könige (1745)
Die erste Version des Themas die „Anbetung der Könige“ (8) ging auf den habsburgisch-kaiserlichen Hofmaler Franz Müller zurück. Er quittierte am 15. September 1745 die Bezahlung für das Blatt, es war also bereits in der Kirche in Münsterschwarzach aufgestellt worden. Franz Müller war eigentlich in den böhmischen Gebieten des Heiligen Römischen Reichs tätig, das Bild ist das einzige, welches für Franken gemalt wurde.
Das Werk blieb allerdings nicht lange in der Klosterkirche, denn Abt Christophorus bemühte sich, den Italiener Giovanni Battista Tiepolo mit einem weiteren Altarblatt zu beauftragen. Als dieses Bild 1753 in die Kirche kam, verschenkte die Abtei das Blatt von Müller an die Euchariuskirche ins Klosterdorf Sommerach. 1757 wurde es hier im Hochaltar aufgestellt und befindet sich noch heute im Inneren der Kirche.

#### Kreuzabnahme
Nach der Anschaffung der ersten Version der „Anbetung der Könige“, dauerte es insgesamt sechs Jahre, bis wiederum ein Altarblatt in die Kirche von Münsterschwarzach kam. Diesmal hatte man sich für die „Kreuzabnahme“ (1) entschieden. Für die Ausführung hatte man den Schwaben Johann Zick gewinnen können. In einem Brief vom 17. Juli 1751 an Abt Christophorus versicherte der Maler, dass die Skizze zum Gemälde bereits fertig sei. In der ersten Jahreshälfte des Jahres 1752 kam das Bild für 210 Gulden in die Kirche.
Es wurde in der vierten Langhauskapelle auf der linken Seite aufgestellt. Im Jahr 1756 inspirierte das Gemälde den Thüngersheimer Georg Anton Urlaub zu seiner Fassung der Kreuzabnahme für das Würzburger Kartäuserkloster Engelgarten. 1779 bezeichnete ein anonymer Künstler das Werk als „nach Rembrandts Manier“ gemalt. Das Vorbild für das Schwarzacher Blatt war wohl auch die Kreuzabnahme Rembrandts, die heute in München hängt. Johann Zicks Bild ging nach 1803 verloren.

#### Anbetung der Könige (1753)

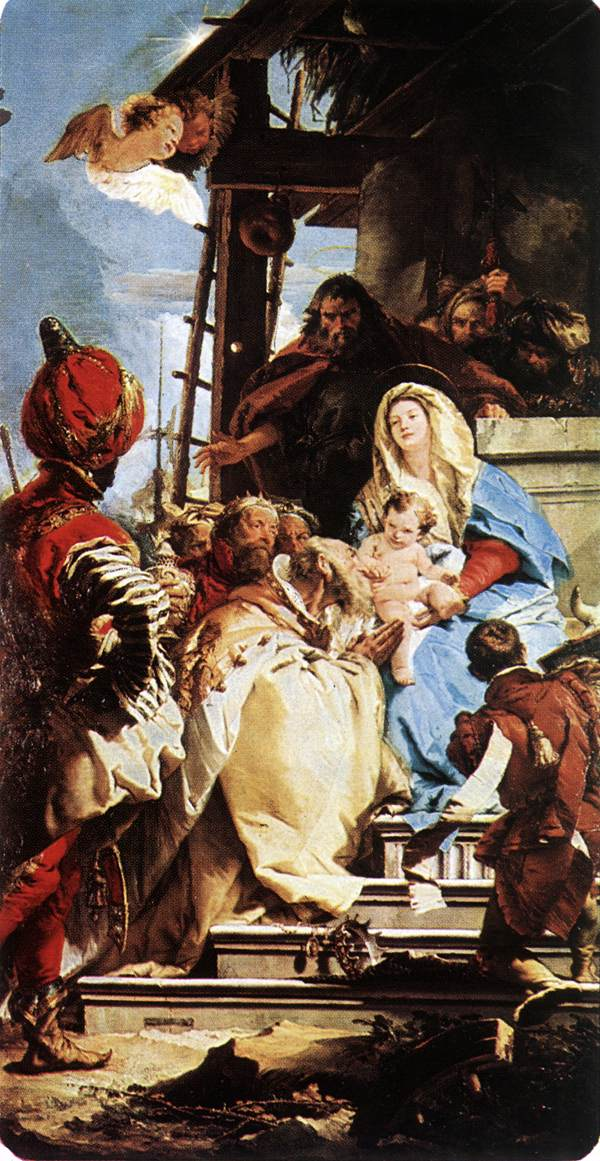
Die Anbetung der Könige von 1753, Giovanni Battista Tiepolo, heute in der Alten Pinakothek München

Bereits im Jahr 1750 begann der Abt Christophorus Balbus in der Residenzstadt Würzburg nach einem Künstler nachzufragen. Hier arbeitete der Italiener Giovanni Battista Tiepolo an der Ausmalung der neuerrichteten Bischofsresidenz und schuf seine Fresken im Treppenhaus und im Kaisersaal. Der Abt nahm zunächst Kontakt mit dem Stuckateur Antonio Bossi auf, der in einem Brief vom 23. Februar 1752 die Zusage von Tiepolo nach Münsterschwarzach übermittelte.
Bossi hatte Tiepolo zusammen mit der Anfrage auch einen Vorschuss von 125 Dukaten übermittelt, sodass dieser bald darauf die Situation in Münsterschwarzach in Augenschein nahm. Zunächst plante er eine „Auferstehung“ oder „Himmelfahrt“ zu malen, gab jedoch dem Abt auch die Möglichkeit, eigene Vorschläge zu machen. Christophorus entschied sich daraufhin für die „Anbetung der Könige“ (8), wohl um das qualitativ schlechtere Gemälde von Franz Müller entfernen zu können.
Das Blatt, für die vierte rechte Langhauskapelle entworfen, maß circa 408 zu 210 Zentimetern. Maria befindet sich erhöht auf den Stufen eines Tempels, sie hat das nackte Jesuskind im Arm. Die drei Weisen nähern sich den Stufen und drängen sich kniend vor dem Kind. Lediglich Kaspar steht und schließt das Bild nach links hin ab. Rechts erscheint ein Page mit den Gaben, hinter Maria steht Joseph und winkt die Weisen heran. Drei morgenländische Hellebardiere hinter Joseph sind ebenso zu erkennen.
Giovanni Battista Tiepolo fertigte für das Blatt sehr viele Vorzeichnungen an, die sich heute erhalten haben. Das Originalbild kam 1804 im Zuge der Säkularisation nach München und wird heute in der Alten Pinakothek präsentiert. Die Bekanntheit des Malers ließen außerdem bald Paraphrasen auf das Bild entstehen. So zeichnete Januarius Zick bereits 1753 seine eigene Version der Anbetung, Conrad Geiger kopierte dann 1784 für das Kloster Theres das Thema.

#### Stephanussteinigung
Der Zusammenarbeit mit Giovanni Battista Tiepolo ist es auch zu verdanken, dass die Mönche Kontakt zu seinem Sohn Giandomenico Tiepolo aufnahmen. Christophorus bemühte sich bald auch bei ihm um ein Gemälde für die Barockkirche. In einem Brief vom 1. Februar 1754 sagte der jüngere Tiepolo daraufhin zu und stellte dem Abt sogar die Bezahlung frei, da eine längere Krankheit ihn an einer raschen Ausführung gehindert hatte.
In der Antwort des Abtes vom 14. Februar legte dieser die Maße und einige Details der geplanten „Stephanussteinigung“ (6) fest. Neben der Darstellung des Geistes des Gesteinigten, sollte die Wut der Henker besonders hervorgehoben werden. Noch im Jahr 1754 lieferte Tiepolo das Blatt. Es wurde 1779 in Meusels Miscellaneen ausführlich beschrieben, bevor man es 1803 auf 800 Gulden schätzte und verkaufte. Es tauchte 1978 in der damaligen Ostberliner Nationalgalerie wieder auf.
Im Mittelpunkt des Blattes, das in der dritten, rechten Langhauskapelle Aufstellung fand, ist der heilige Stephanus zu sehen. Er kniet und reißt die Hände flehend zum Himmel. Ein Scherge der Steiniger hinter ihm hebt drohend einen Felsbrocken. Der Hintergrund ist von weiteren Steinen gesäumt. Links ist der jugendliche Saulus (später Paulus) zu erkennen, auch dieses Bildelement geht auf die Intervention von Abt Balbus zurück. Im Himmel über der Szene sieht man die Dreifaltigkeit, ein Engel eilt mit Krone und Palme herab.

#### Übrige Altarblätter
Zusammen mit der „Sebastianspflege“ kamen 1743 noch zwei weitere Altarblätter von Balthasar Augustin Albrecht ins Innere der Klosterkirche. Es handelt sich um die Darstellungen des Ordensheiligen Benedikt von Nursia (12) und dessen Schwester, der heiligen Scholastika von Nursia (11). Die Urheberschaft des Malers Albrecht ist umstritten. Zusammen mit der Pflege des Sebastian erhielt der Künstler 440 Gulden für die drei Gemälde. Beide sind heute verschollen.
Die beiden Werke für die Querhausstirnwände kamen ein Jahr später, 1744, nach Münsterschwarzach. Am 30. September dieses Jahres übersandte der Augsburger Maler Johann Georg Bergmüller mit dem Postwagen zwei Blätter an das Kloster. Es handelte sich um die Darstellungen der „Kreuzigung Christi“ (9) und der „Verkündigung der Maria“ (10). Der Maler forderte aufgrund einer Verzögerung 700 Gulden für beide Gemälde. Im Jahr 1803 wurden sie auf 400 Gulden taxiert und gelten seitdem als verschollen.
Johann Joseph Scheubel der Ältere, der Hofmaler der Bamberger Fürstbischöfe, war der Urheber des 1746 angeschafften Bildes, das die heilige Anna mit ihrem Mann Joachim und der Tochter Maria (5) zeigte. Gesichert ist der Aufstellungsort auf der linken Seite in der zweiten Kapelle im Langhaus. Der Künstler erhielt für sein Werk 210 Gulden. Seit der Säkularisation gilt das Blatt als verschollen.
Erst 1752 erhielt Johann Zick einen weiteren Auftrag von Abt Christophorus: Er sollte den heiligen Franz de Paula (2) für einen Seitenaltar darstellen. Der Künstler erhielt für sein Werk insgesamt 300 Gulden, das Werk fand in der vierten Langhauskapelle rechts seine endgültige Aufstellung. Zick arbeitete einige Wünsche des Abtes ein und lieferte sein Gemälde am 25. März 1753 persönlich in Münsterschwarzach ab. Das Werk war 1803 bereits in einem schlechten Zustand und ist heute nicht mehr auffindbar.

### Fresken

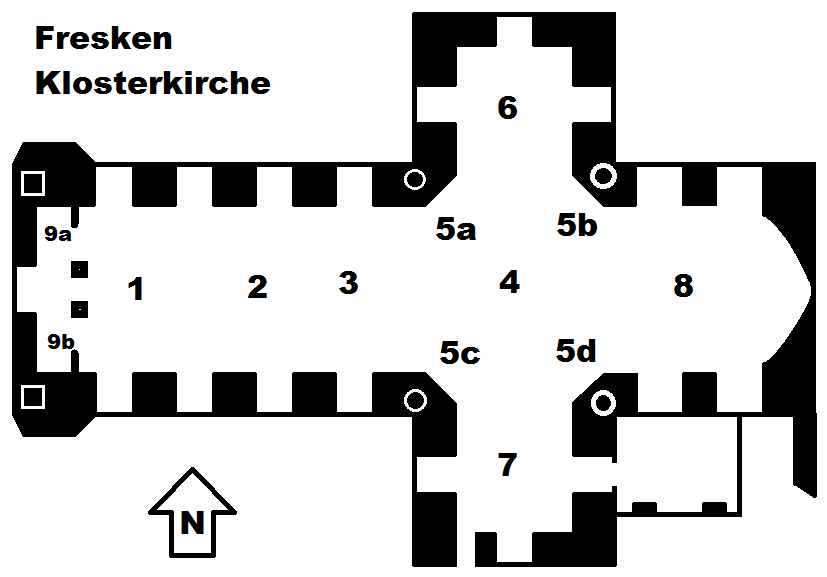
Schematische Darstellung der Position der Fresken im Kirchenschiff

Die Freskierung der Kirche war in der Errichtungsphase des Gebäudes noch gar nicht geplant. Dies ist belegt, da die Kirche 1734 zunächst geweißt wurde. Am 9. Oktober 1736 berichtete dann der Baumeister Balthasar Neumann in einem Brief an den Fürstbischof Karl von Schönborn von einem Sinneswandel der Mönche, die Kirche sollte doch mit Gemälden an den Decken verziert werden. Die Münsterschwarzacher wählten daraufhin den Kemptener Hofmaler Franz Georg Hermann aus, der erste Entwürfe nach Franken mitbrachte. Mit ihm begannen auch die Beratungen über das Programm der Fresken.
Zusätzlich zu Hermann lud Abt Januarius den Münchner Nikolaus Gottfried Stuber ein. Er weilte gerade in Würzburg, um für den Fürstbischof das Neumünster auszumalen. Stuber wurde vom Baumeister Neumann immer wieder protegiert und besuchte im November 1736 das Kloster. Hermann war inzwischen über den Winter wieder nach Kempten gereist, hatte aber bereits einen Vorschuss von 330 Gulden erhalten, sodass davon auszugehen ist, das sich die Mönche für ihn entschieden hatten.
Am 29. Juli 1737 kam dann allerdings überraschend ein Vertrag mit dem Eichstätter Johann Evangelist Holzer zustande, Franz Georg Hermann sollte zusammen mit ihm das große Kuppelfresko malen. Im Sommer 1738 war diese Arbeit bereits weit vorangeschritten, als es zu einem Streit zwischen Holzer und Hermann kam. Letzterer verließ das Kloster und Holzer musste allein weiterarbeiten. Noch im gleichen Jahr erhielt Holzer den Auftrag auch die anderen Kirchendecken zu freskieren. Spätestens im Juni 1740 waren alle Fresken Holzers vollendet.
Unsicher ist hingegen die Mitarbeit des Augsburgers Matthäus Günther an der Freskierung der Klosterkirche: In Reiseberichten des 18. Jahrhunderts werden einige Fresken unterhalb und oberhalb der Westempore dem Künstler zugeordnet. So erwähnt Gottlieb Christian Kilian diese Malereien 1766, 1779 greift ein Anonymus die Günther-Werke erneut auf. Günther schuf die kleinen Arbeiten wohl zwischen dem 29. Juli und dem 16. September 1744.

#### Glorie der Heiligen des Benediktinerordens
Vom Kuppelfresko haben sich noch zwei Entwurfszeichnungen erhalten. Eine davon findet sich im Germanischen Nationalmuseum in Nürnberg, die andere wird in Augsburg aufbewahrt. Die Augsburger Zeichnung ist der Nürnberger allerdings künstlerisch überlegen. An beiden Zeichnungen erkennt man, das Holzer und Hermann noch einige Änderungen an der Komposition des Freskos vornahmen. Die sogenannte „Auslegung“ in der Festschrift Magna Gloria von 1743 versucht außerdem eine zeitgenössische Beschreibung des Gemäldes.
Das Kuppelfresko zeigt die Glorie der Heiligen des Benediktinerordens (4). Im Mittelpunkt stehen die beiden Heiligen Benedikt von Nursia und seiner Schwester Scholastika. Um sie herum gruppieren sich die Heiligen des Ordens, sowie mehrere Personengruppen, die mit den Benediktinern verbunden sind. Zentral sind jedoch die Mutter Jesu, Maria und die heiligste Dreifaltigkeit zu erkennen. Der heilige Erzengel Michael stürzt ein Götzenbild aus dem Firmament.
Der heilige Benedikt weist einige Attribute auf, die ihn als Gründer und wichtigsten Heiligen der Benediktiner präsentieren. Links ist ein Engel mit einem Buch dargestellt, rechts hält ein Engel einen Morgenstern in der Hand. Wiederum weiter rechts fliegt ein Rabe, er hält das vergiftete Brot des Florentinus. Darunter erkennt man vier Engel mit dem sogenannten Tugendschild, ein weiterer Putto trägt eine Geißel.
Rechts von Benedikt stehen, wiederum durch ihre Attribute bezeichnet, die Schüler des Gründers. Darunter sind die Heiligen Placidus, Gallus, mit einem Bären bezeichnet, Maurus und Romanus. Weitere Heilige sind nicht eindeutig zuzuordnen. Es folgen die Ordensgründer der Klöster nach der Benediktusregel. Hier steht Bernhard von Clairvaux im Mittelpunkt, daneben befinden sich Johann de la Barrière und Adam de la Trappe. Auf dem Wolkengipfel hinter Bernhard thront Wilhelm von Aquitanien mit zwei Mönchen am Fuß des Massivs findet sich der heilige Abt Stephan, der die Grammontenser gründete. Außerdem sind Bruno von Köln und Papst Coelestin V. zu finden.
Oberhalb der Gründer sollen vier der 18 benediktinischen Päpste zu sehen sein. Im Mittelpunkt steht hier der heilige Gregor der Große. Rechts von ihm befindet sich Leo IX., hinter ihm steht Agatho mit dem heiligen Zacharias. Zusätzlich sind drei der 180 benediktinischen Kardinäle auf einem Gesims dargestellt, die nicht näher bezeichnet sind.
Rings herum erkennt man die Glaubens-Apostel in Deutschland, die teilweise nur als Brustbilder oder Köpfe zu sehen sind. So sieht man die drei Erzbischöfe Bonifatius von Mainz, Anselm von Canterbury und Ildephonos von Toledo. Außerdem wird der regionale Bezug des Klosters im Würzburger Bistum durch die Darstellung des heiligen Kilians und des ersten Bischofs Burkard hergestellt. Weitere Bischöfe sind Ulrich von Augsburg und Wolfgang von Regensburg.
Verteilt im Fresko wurden die benediktinischen Kirchenlehrer gezeigt: Marianus mit drei brennenden Fingern, Alkuin, Beda Venerabilis und Hermann der Lahme sind zu sehen. Neben den Kardinälen stehen die Kaiser und Könige, die dem Orden nahestanden. Im Zentrum befindet sich Kaiser Heinrich II., zwischen Judicael von Armorica und König Karlmann. Von den bayerischen Regenten sind Tassilo III. und Theodo III. dargestellt. Als weiterer Herrscher ist Petrus Urseolus, Doge von Venedig, zu sehen. Viele namenlose Ritter besiedeln das Gesims.
Die weibliche Seite des Freskos mit der heiligen Scholastika nimmt ein Drittel des Kuppelfreskos ein. Auch die Scholastika ist von einigen Engeln mit Attributen umgeben. Ein Engel hält eine schneeweiße Lilie, ein anderer hat einen Krummstab in der Hand. Noch ein Engel präsentiert ein Evangelium und eine Taube. Hinter Scholastika stehen die Heiligen Gertrud, Walpurga, Mechthild und Florentia.
Auf einer Wolkenbank vor dem Gesims sieht man die Kaiserin Kunigunde, die heilige Agnes und mit Mathilde eine weitere Kaiserin. Drei Königinnen sind ebenso dargestellt. Auf dem Gesims finden sich nicht eindeutig zu identifizierende Vornehme. Über den Fürstinnen wurden Gründerinnen von Orden gemalt. Zentral ist die Demeta Paläologa dargestellt, Damen von Ritterorden bilden den Abschluss des großen Kuppelfreskos.

#### Zwickelfresken
Vier Zwickelfresken umgeben das Kuppelfresko im Nordosten, Südosten, Nordwesten und Südwesten (5a, b, c, d). Sie wurden als Rechtfertigung der im Hauptfresko dargestellten Glorie angebracht und bestehen aus Allegorien und emblematischen Darstellungen. Vor allem die benediktinischen Tugenden werden in den Zwickelfresken behandelt. Alle Gemälde haben sich im Original nicht mehr erhalten, jedoch existieren in Innsbruck drei Ölskizzen der dargestellten Szenen, eine weitere wurde als Bleistiftskizze überliefert. Alle Zwickelfresken korrespondieren mit den Altarblättern darunter.
Im Nordosten wurde die „Beständigkeit im Guten“ angebracht. Oben fährt der heilige Benedikt in den Himmel, während links unten die Tugenden der Benediktregel als Personifikationen zu sehen sind. Alle Tugenden wurden als Frauen mit Öllampen dargestellt. Die „Oboedientia“, der Gehorsam, im Mittelpunkt. Daneben die „Taciturnitas“, die Schweigsamkeit, sowie die „Hospitalitas“ (lat. Fürsorge). Mit einem Lamm ist die „Humilitas“, die Demut, erkennbar, während „Spes“ (lat. Hoffnung) mit einem Anker Richtung Himmel fliegt.
Das südöstliche Zwickelfresko ist der triumphierenden Religion gewidmet. Im Zentrum steht eine Personifikation der „Religio“ in Form einer weißgekleideten Frauengestalt, die mit einer Hand das personifizierte Laster abwehrt. Auf ihrer rechten Schulter trägt sie ein Kreuz, die rechte Hand weist ein brennendes Herz auf. Links ist die „Augenlust“ dargestellt: Ein nackter Mann reitet auf einem Löwen, den er mit Pfeilen bedroht. Im unteren Bildteil werden die Begehrlichkeiten des Fleisches in Form der „Hochmut“ und der „Cupido“ gemalt.
Die sogenannte „Schlangen-Klugheit“ ist im Nordwesten des Hauptfreskos erkennbar. Die „Providentia“, die Auslegung, wird durch eine antikisierend gekleidete Frau dargestellt. Links hält sie ein Zepter in Händen, während rechts eine leuchtende Kugel erkennbar ist. Rechts ist ein mit Lendenschurz bekleideter Zeitgott Chronos, durch das Stundenglas charakterisiert, dargestellt. Ein Bienenkorb links symbolisiert den „Eifer“. Ein Putto mit Büchern verjagt weiter links die Personifikationen von Dummheit und Irrglauben.
Das letzte der vier Zwickelfresken wird in der sogenannten „Auslegung“ des Jahres 1743 als die Darstellung des „Seelen-Eyfers“ bezeichnet. Es ist das einzige Bild, von dem keine Ölskizze existiert. Eine Bleistiftzeichnung im Ferdinandeum Innsbruck entstammt wohl einem anderen Künstler als Holzer und wurde von diesem bereits umgedeutet. Das Fresko stellte wohl die Verdienste des Benediktinerordens hervor und verteidigte die Bekehrung der Heiden. Unterhalb des Freskos war die Kanzel angebracht.

#### Marter der heiligen Felizitas und ihrer sieben Söhne
Die „Marter der heiligen Felizitas und ihrer sieben Söhne“ (2) war das erste Freskos von der Hand Holzers im Langhaus. Es nahm die ersten zwei östlichen Joche ein und zeigte die Tötung der Söhne der im Kloster verehrten Heiligen. Das Original ist verschollen, lediglich in der Deutschen Barockgalerie Augsburg hat sich eine Skizze von Johann Evangelist Holzer erhalten. Sie ist jedoch ein Fragment und das eigentliche Erscheinungsbild des Freskos deshalb nicht mehr genau zu rekonstruieren.
Den Rahmen des Freskos bildet eine antikisierende Ruinenlandschaft. Im Vordergrund sind die kopflosen Rümpfe dreier Söhne der Felizitas sowie ein abgeschlagenes Haupt zu sehen. Im Hintergrund wird einer einen Abhang herabgestürzt. Die heilige Felizitas im Zentrum ist in die Knie gesunken, ihre Hände sind gefaltet. Ein Henker zu ihrer Linken hält ihr ein weiteres Haupt entgegen. Ein Priester mit einem Götzenbild versucht weiterhin sie vom Glauben an Christus abzubringen.
Der Henker der Heiligen, als Rückenfigur dargestellt, hat bereits drohend das Schwert erhoben und wird die Märtyrerin im nächsten Augenblick köpfen. Die Seiten des Freskos waren ebenfalls gefasst: Rechts erkennt man einen römischen Offizier auf einem Pferd, er gibt den Henkern Anweisungen. Die linke Seite zeigt einen Soldaten, der einige, wenige Zuschauer der Folterszene zurückdrängt. Zwei Engel mit Palme und Krone steigen vom Himmel herab.

#### Zweifache Marter des heiligen Sebastian
Von einer weiteren Arbeit des Johann Evangelist Holzers, der „Zweifachen Marter des heiligen Sebastians“ (3), haben sich bis heute keine Entwürfe oder Kopien erhalten. Lediglich eine anonyme Beschreibung in den sogenannten Miscellaneen von 1779 hat sich erhalten. Das Bild zeigte wohl die beiden Martern des heiligen Sebastian und korrespondiert mit einem der Seitenaltarblätter, der „Sebastianspflege“. Eventuell inspirierte das Werk Johann Zick zu einem Bild in der Pfarrkirche Amorbach.
Zentral war, laut der anonymen Würdigung des Werkes, der heilige Sebastian zu sehen. Er war lediglich mit einem Lendenschurz bekleidet und von Knechten umgeben dargestellt. Rechts erhob sich, auf einem Thron sitzend, der römische Kaiser Diokletian, der Sebastian martern ließ. Sein rechter Arm ist zum Befehl über die Knechte erhoben.

#### Weitere Fresken

Kopie der Darstellung „Gründung des Klosters durch Megingaud und Ima 815“, heute Ferdinandeum Innsbruck

Ein weiteres Fresko von Johann Evangelist Holzer war die „Gründung des Klosters durch Megingaud und Ima 815“ (1). Heute hat sich lediglich eine Kopie dieses Themas in Innsbruck erhalten. Darauf ist eine kniende Fürstin in spätmittelalterlicher Tracht zu sehen, die wohl Imma darstellen soll, hinter ihr findet sich eine Nonne. Imma hat die rechte Hand zu Christus erhoben, der links von ihr erschienen ist. Er ist in eine Tuchdraperie gehüllt und hält seine rechte Hand über seinem Kopf, während die linke einen Stab hält.
Von allen anderen Fresken haben sich weder Skizzen, noch Paraphrasen erhalten, sodass lediglich das Programm rekonstruiert werden kann. Die „Verklärung Christi auf Tabor“ (8) war, ebenso eine Arbeit von Holzer, oberhalb des Mönchschors angebracht. Das Bild auf der nördlichen Querhausseite war Papst Gregor VII. (6) als hervorragendem Kirchenführer gewidmet, während die südliche Seite die Mission des Augustinus und des Mellitus durch Papst Gregor I. (7) zeigte.
Die beiden Fresken Matthäus Günthers haben sich ebenfalls nicht erhalten. Sie zeigten wohl zum einen die „Zweite Gründung 1047“ (9a) und die Entsendung der Gorzer Mönche unter Abt Egbert nach Münsterschwarzach, zum anderen enthielten sie die „Bestätigung der Klosterrechte durch Papst Innozenz IV. 1252“ (9b). Letzteres war oberhalb der Westempore angebracht. Eine Besonderheit stellt das Programm Günthers wegen der vielen historischen Ereignisse dar.

### Kanzeln
Eine erste Kanzel für die Kirche wurde wohl bereits in den frühen dreißiger Jahren des 18. Jahrhunderts geschaffen. Die Mönche konnten den Wiesentheider Hofschnitzer Johann Georg Neßtfell verpflichten. Als sich der Geschmack der Klosteroberen 1746 jedoch wandelte, wurde das Werk an das Würzburger Schottenkloster verkauft. Später kam es in die Wallfahrtskirche Retzbach, wo mehrere Veränderungen an der Kanzel vorgenommen wurden. Seit 1976 befindet sich das Stück wieder in Münsterschwarzach, es wurde im Refektorium aufgestellt und wird für die Tischlesung genutzt.
Die Neßtfell-Kanzel präsentiert sich mit einem runden Grundriss. Der gebauchte und geschweifte Korpus ist reich intarsiert. Der Schalldeckel mit den Volutenstreben schließt mit einer lebensgroßen Holzstatue des Johannes Baptist ab, die wohl Jakob von der Auwera geschaffen hat. Bereits 1746 erhielt die Kirche eine neue Kanzel, die diesmal Johann Wolfgang von der Auwera zu schaffen hatte. Das Werk ging 1803 verloren und gilt seitdem als verschollen.

### Orgeln

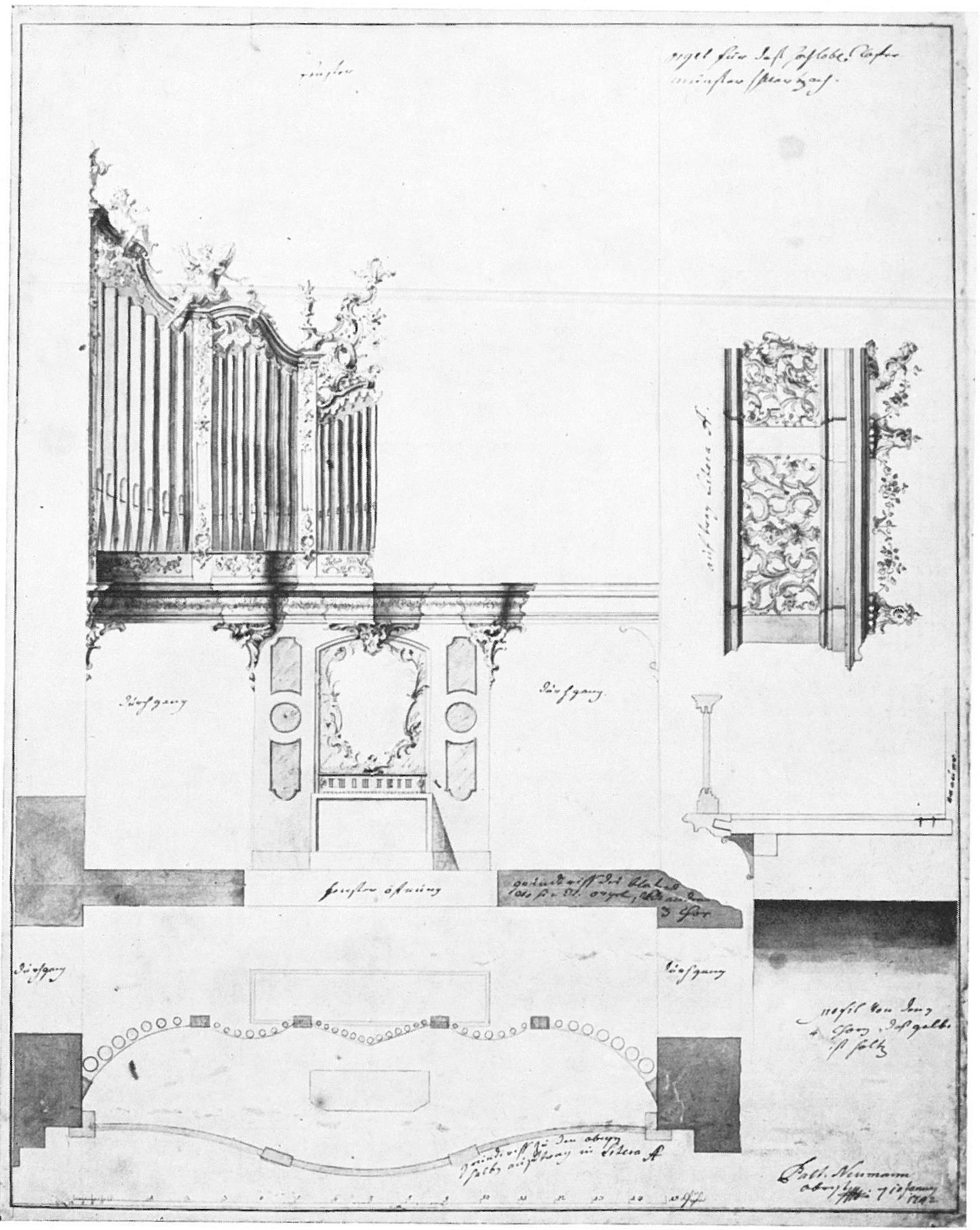
Der Entwurf für die südliche Chororgel

Erstmals im Jahr 1736 begannen die Gespräche über die Errichtung einer neuen Orgel. Johann Philipp Seuffert, der Hoforgelmacher von Würzburg, bewarb sich daraufhin beim Münsterschwarzacher Abt Schwab. Im gleichen Jahr wurde eine Orgel im Winterchor und eine weitere Orgel auf der Nordseite des Chores aufgebaut. Der Künstler war unbekannt. Auch nach der Einweihung beließ man die Hauptorgel aus dem Jahr 1685 allerdings bestehen.
Erst 1744/1745 ist die Intonation der nördlichen Chororgel überliefert. Gleichzeitig wurde eine zweite Chororgel, diesmal für die Südseite, angeschafft. Sie wurde von Johann Georg Bernhard Fischer errichtet, der Neumann bereits 1742 einen Entwurf vorgelegt hatte, den dieser signiert hatte. Das Werk war wohl ursprünglich von Seuffert geschaffen worden. Die jüngere Chororgel findet sich seit 1809 in der evangelischen Kirche in Lendershausen, alle anderen Instrumente sind seit der Säkularisation verschollen.

### Weitere Ausstattung
Mehrere weitere Gemälde berühmter Maler gelangten während oder nach der Bauzeit der Kirche ins Innere. Johann Zick schuf weitere zwei Bilder, die zum einen die „Geißelung Christi“, zum anderen die „Ausführung Christi“ zeigten. Im Jahr 1803 erwarb Johann Christian von Mannlich die Ausführung für seine Münchner Galerie. Während die Geißelung heute verschollen ist, wird die „Ausführung Christi“ in der Bayerischen Staatsgemäldegalerie in München aufbewahrt.
Ebenso schuf Johann Evangelist Holzer weitere Ausstattungsgegenstände für die Klosterkirche. Eine Darstellung des heiligen Johannes Nepomuk kam 1804 in die Heiligkreuzkirche Stadtschwarzach und gilt heute als verschollen. Weitere Gemälde waren die „Maria mit dem Christuskind“ von einem anonymen Künstler, die im Stil Rubens gehalten war und die Darstellung der heiligen Caecilia, welche eventuell noch aus der Egbertkirche übernommen wurde. Sie war in den 1930er-Jahren in der Dominikanerkirche in Augsburg nachgewiesen.
Die „Kreuztragung“ des Niederländers Pieter de Grebber ist heute ebenfalls verschollen. 1921 wurde das Gemälde noch in der Alten Pinakothek in München ausgestellt. Die Anschaffung der Kirchenbänke und Beichtstühle zog sich hingegen über zehn Jahre hin, 1746 kamen die „Nebn Chor Stühl“ in die Kirche. 1753 folgten die Kirchenleuchter. Zuletzt wurden 1755 die Beichtstühle angeschafft. Einige der alten Kirchenbänke sind heute noch in den Kirchen von Gerlachshausen und Frickenhausen zu sehen.